# Консенции
Консенциите (gens Consentia) са фамилия от Древен Рим.
Те произлизат вероятно от град Конзенция в Брутиум (днес Козенца в Калабрия), основан от брутиите през 4 век пр.н.е. Говорили на оски език.
Известни от фамилията:
- Конзенций, гало-римски граматик 5 век. [1]